# 에드 델라한티

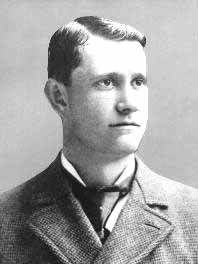

에드 델라한티(Ed Delahanty, 1867년 10월 30일 ~ 1903년 7월 2일)는 미국의 프로 야구 선수이다. 메이저 리그 베이스볼(MLB)의 필라델피아 퀘이커스, 클리블랜드 인팬츠, 필라델피아 필리스, 워싱턴 세너터스에서 선수 생활을 했다.